# 天主教胡志明市总教区
天主教胡志明市總教區（越南语：／）或西贡总教区是羅馬天主教在越南設立的3個天主教總教區之一。
2004年，有602,476名教友，佔轄區總人口11%，有195個堂區、519名司鐸、1,607名修士、3,382名修女。主教座堂設於西貢王公聖母教堂。現任總主教為阮能，輔理主教為阮英俊，榮休總主教為范明敏樞機。

## 歷史
1844年3月2日成立教區，1960年11月24日昇為西貢總教區，越南統一以後，1976年11月23日，西貢總教區改名為胡志明市總教區。

## 教省附屬教區
- 天主教巴地教區（2005年）
- 天主教大叻教區（1960年）
- 天主教芹苴教區（1955年）
- 天主教龍川教區（1960年）
- 天主教美湫教區（1960年）
- 天主教潘切教區（1975年）
- 天主教富強教區（1967年）
- 天主教永隆教區（1938年）
- 天主教春祿教區（1965年）